# Цифровой водяной знак
Цифровой водяной знак (ЦВЗ) — технология, созданная для защиты авторских прав мультимедийных файлов. Обычно цифровые водяные знаки невидимы. Однако ЦВЗ могут быть видимыми на изображении или видео. Обычно это информация представляет собой текст или логотип, который идентифицирует автора.
Невидимые ЦВЗ внедряются в цифровые данные таким образом, что пользователю трудно выявить добавленную метку, если он не знаком с её форматом. Например, если водяной знак нужно нанести на графическое изображение, то данная процедура может быть сделана с помощью изменения яркости определённых точек. Если модификация яркости незначительна, то при просмотре рисунка человек, скорее всего, не заметит следов искусственного преобразования. Особенно хорошо данная техника работает в случае, когда водяной знак наносится на неоднородные области — например, на участок фотографии, где изображена трава.
Важнейшее применение цифровые водяные знаки нашли в системах защиты от копирования, которые стремятся предотвратить или удержать от несанкционированного копирования цифровых данных. Стеганография применяет ЦВЗ, когда стороны обмениваются секретными сообщениями, внедрёнными в цифровой сигнал. Используется как средство  защиты документов с фотографиями — паспортов, водительских удостоверений, кредитных карт с фотографиями. Комментарии к  цифровым фотографиям с описательной информацией — ещё один пример невидимых ЦВЗ. Хотя некоторые форматы цифровых данных могут также нести в себе дополнительную информацию, называемую метаданные,  ЦВЗ отличаются тем, что информация «зашита» прямо в сигнал.
Объекты мультимедиа в этом случае будут представлять собой контейнеры (носители) данных.
Основное преимущество состоит в наличии условной зависимости между событием подмены объекта идентификации и наличии элемента защиты — скрытого водяного знака. Подмена объекта идентификации приведёт к выводу о подделке всего документа.
Цифровые водяные знаки получили своё название от старого понятия водяных знаков на бумаге (деньгах, документах).

## Применение
- Отслеживание распространения копий данных[1][2].
  - борьба с видеопиратством и «ранний» доступ к новинкам кино: при сотрудничестве с киностудиями Голливуда операторы телевизионных сетей могут предоставлять своим зрителям платный доступ к премиум-контенту — фильмам, только что появившимся в кинотеатрах и ещё не вышедшим на DVD[3]. Обязательным условием студий при этом является встраивание водяного знака, позволяющего обнаружить источник утечки — конкретного зрителя — при попадании фильма в нелегальный оборот[4].
  - отслеживание трансляций (телевизионные новости часто содержат водяные знаки, оставленные международными информационными агентствами[5]; рекламные агентства используют водяные знаки для контроля выхода своей рекламы в эфир в оговоренном объёме).
- Метаданные, электронная цифровая подпись
- Сокрытие факта обмена информации (стеганография).

## Жизненный цикл цифровых водяных знаков
Так называемый, жизненный цикл ЦВЗ может быть описан следующим образом. Сначала в сигнал-источник {\displaystyle S} в доверенной среде внедряются водяные знаки при помощи функции {\displaystyle E}.  В результате получается сигнал {\displaystyle S_{E}}. Следующий этап — распространение {\displaystyle S_{E}}  через сеть или любым другим способом. Во время распространения на сигнал может быть совершена атака. У получившегося сигнала {\displaystyle S_{EA}} водяные знаки могут быть потенциально уничтожены или изменены.  На следующем этапе  функция обнаружения {\displaystyle D} пытается обнаружить  водяные знаки {\displaystyle w}, а функция {\displaystyle R} вытащить из сигнала внедрённое сообщение. Этот процесс потенциально может совершать злоумышленник.

## Свойства цифровых водяных знаков
Обычно ЦВЗ классифицируются по 7 основным параметрам: объём, сложность, обратимость, прозрачность, надёжность, безопасность и верификация.

### Объём информации
Различают внедряемый и извлекаемый объём.

#### Внедряемый объём
Внедряемый объём — это просто размер сообщения {\displaystyle m}, которое внедряется в сигнал. Её можно определить как: {\displaystyle {\text{cap}}_{E}(S)={\text{size(M)}}=|M|} Рассматривается также относительный внедряемый объём:
{\displaystyle {{\text{cap}}_{E}}_{\text{rel}}(S)={\frac {{\text{cap}}_{E}}{{\text{size}}(S)}}.}

#### Извлекаемый объём
Извлекаемый объём — это количество информации {\displaystyle m'} извлечённое из сообщения. В случае, если целью ЦВЗ не является передача информации, то извлекаемая информация равна нулю. Для не пустых сообщений извлекаемый объём считается после извлечения. Она считается по следующей формуле: {\displaystyle {{\text{cap}}_{R}}_{\text{rel}}(S_{EA})=|m|-\sum _{i=1}^{|m|}m_{i}\oplus m'_{i}}, где {\displaystyle m=m_{1}m_{2}\dots m_{|m|}}, {\displaystyle m'=m'_{1}m'_{2}\dots m'_{|m|}} и {\displaystyle \oplus } обозначает исключающее или. Это функция количества корректно переданных бит, она предполагает, что оба сообщения имеют одну длину.
Иногда, сообщение повторяют в сигнале несколько раз. В этом случае извлекаемое сообщение в несколько раз длиннее исходного. Следующее выражение учитывает это {\displaystyle p_{\max }} повторений: {\displaystyle {{\text{cap}}_{R}^{*}}_{\text{rel}}(S_{EA})=\sum _{j=1}^{p_{\max }}\left[|m|-\sum _{i=1}^{|m|}m_{i}\oplus m'_{ji}\right].} Объём обычно нормируется на длину сообщения. Рассматриваются иногда такие параметры как ёмкость в секунду и ёмкость, отнесённая к {\displaystyle p_{\max }}: {\displaystyle {{\text{cap}}_{R}^{\$}}_{\text{rel}}(S_{EA})={\frac {{{\text{cap}}_{R}^{*}}_{\text{rel}}(S_{EA})}{|m|p_{\max }}}.}

### Сложность
Сложность заданной функции {\displaystyle F} всегда может быть измерена. Любые затраченные усилия на внедрение, атаку, детектирование или расшифровку измеряются сложностью. Пусть {\displaystyle C(F)} to измеряет сложность {\displaystyle F}. За {\displaystyle C(E,S)} обозначим сложность процесса внедрения информации в сигнал {\displaystyle S}. В зависимости от реализации функция {\displaystyle C} измеряет затрачиваемое время количество операций ввода-вывода, количество строк кода и т. д. Сложность зависит от сигнала {\displaystyle S}. Поэтому часто рассматривается нормированная функция независящая от {\displaystyle S}. Нормализация может проводиться как по длине {\displaystyle \mathrm {size} (S)} (измеряемой например, в секундах, или битах) сигнала так и по внедряемому объёму:
```

  

    

      

        

          

            
com

          

          

            
rel

          

          

            
S

          

        

        
(

        
S

        
)

        
=

        

          

            

              

                
com

              

              

                
rel

              

              

                
∗

              

            

            

              

                
s

                
i

                
z

                
e

              

              
(

              
S

              
)

            

          

        

        
=

        

          

            

              
C

              
(

              
E

              
,

              
S

              
)

            

            

              

                
s

                
i

                
z

                
e

              

              
(

              
S

              
)

            

          

        

      

    

    
{\displaystyle {\text{com}}_{\text{rel}}^{S}(S)={\frac {{\text{com}}_{\text{rel}}^{*}}{\mathrm {size} (S)}}={\frac {C(E,S)}{\mathrm {size} (S)}}}

  

```

Заметим, что здесь предполагается линейная зависимость {\displaystyle C(E,S)} от {\displaystyle S}. В нелинейном случае можно нормировать на внедрённый объём:
```

  

    

      

        

          

            
com

          

          

            
rel

          

          

            
C

          

        

        
(

        
S

        
)

        
=

        

          

            

              

                
com

              

              

                
rel

              

              

                
∗

              

            

            

              

                
cap

              

              

                
E

              

              

                
∗

              

            

          

        

        
=

        

          

            

              
C

              
(

              
E

              
,

              
S

              
)

            

            

              

                
cap

              

              

                
E

              

              

                
∗

              

            

          

        

      

    

    
{\displaystyle {\text{com}}_{\text{rel}}^{C}(S)={\frac {{\text{com}}_{\text{rel}}^{*}}{{\text{cap}}_{E}^{*}}}={\frac {C(E,S)}{{\text{cap}}_{E}^{*}}}}

  

```

Оба определения рассматривают конкретный сигнал {\displaystyle S}. Рассматриваются также следующие параметры ЦВЗ:
- Средняя сложность, нормированная на длину сигнала или объём: {\displaystyle {\text{com}}_{\text{av}}^{S}={\frac {1}{|\mathbb {S} |}}{\sum _{S\in \mathbb {S} }{\text{com}}_{\text{rel}}^{S}(S)}}; {\displaystyle {\text{com}}_{\text{av}}^{C}={\frac {1}{|\mathbb {S} |}}{\sum _{S\in \mathbb {S} }{\text{com}}_{\text{rel}}^{C}(S)}}
- Максимальная сложность, нормированная на длину сигнала или объём: {\displaystyle {\text{com}}_{\text{mx}}^{S}=\max _{S\in \mathbb {S} }\left\{{\text{com}}_{\text{rel}}^{S}(S)\right\}}; {\displaystyle {\text{com}}_{\text{mx}}^{C}=\max _{S\in \mathbb {S} }\left\{{\text{com}}_{\text{rel}}^{C}(S)\right\}}
- Минимальная сложность, нормированная на длину сигнала или объём: {\displaystyle {\text{com}}_{\text{mn}}^{S}=\min _{S\in \mathbb {S} }\left\{{\text{com}}_{\text{rel}}^{S}(S)\right\}}; {\displaystyle {\text{com}}_{\text{mn}}^{C}=\min _{S\in \mathbb {S} }\left\{{\text{com}}_{\text{rel}}^{C}(S)\right\}}

### Обратимость
Технология предполагает возможность удалить ЦВЗ {\displaystyle w} из помеченного сигнала {\displaystyle S_{E}}. Если полученный сигнал {\displaystyle S'} совпадает с исходным {\displaystyle S=S'}, то говорят об обратимости. Возможность обратить предоставляется специальными алгоритмами. Эти алгоритмы используют секретные ключи для защиты от несанкционированного доступа к контенту.

### Прозрачность
По данным эталонному {\displaystyle S_{\text{ref}}} и тестовому {\displaystyle S_{\text{test}}} сигналам, функция прозрачности Т измеряет расхождение между этими сигналами {\displaystyle T(S_{\text{ref}},S_{\text{test}})}. Результат вычисления заключён в интервале [0,1], где 0 соответствует случаю, когда система не может распознать в {\displaystyle S_{\text{test}}} версию {\displaystyle S_{\text{ref}}}, и 1, если наблюдатель не может отличить эти два сигнала.

### Надёжность
В этом разделе описывается надёжность ЦВЗ. Сначала надо ввести понятие «успешного обнаружения».

#### Успешное обнаружение
Для измерения успеха функций обнаружения и дешифровки вводится функция «успешного обнаружения». Для ЦВЗ без закодированного сообщения {\displaystyle {\text{det}}_{D}}D возвращает 0, если водяные знаки не могут быть обнаружены и {\displaystyle 1} иначе, как в следующей формализации: {\displaystyle {\text{det}}_{D}(S_{EA})={\begin{cases}0,{\text{negative}},\\1,{\text{positive.}}\end{cases}}} Для того чтобы измерить количество успешных внедрений по нескольким тестам {\displaystyle \mathbb {S} }, средняя {\displaystyle {\text{det}}_{D}} может быть вычислена следующем образом: {\displaystyle {{\text{det}}_{D}}_{\text{av}}={\frac {1}{|{\mathbb {S} }|}}\sum _{S\in \mathbb {S} }{\text{det}}_{D}}.
Для схем с ненулевым внедрённым сообщением важно знать, что хотя бы одно (в случае множественного внедрения) сообщение расшифровалось успешно. Если, к примеру, сообщение {\displaystyle m} внедряется {\displaystyle \left(p_{\max }\right)} раз, и извлечённый объём {\displaystyle {{\text{cap}}_{R}^{*}}_{\text{rel}}} returns, на 10 % восстановима, то непонятно, какие именно из {\displaystyle m_{i}} сообщений повреждены. Тем не менее, такое определение бывает полезным, если знать, что хотя бы одно из сообщений не повредилось, что отражено в следующем выражении: {\displaystyle {\text{det}}_{R}(S_{EA})={\begin{cases}1,\exists j\in \displaystyle \left\{1,\dots ,p_{\max }\right\}:\sum _{i=1}^{|m|}m'_{ji}\oplus m_{ji}=0,\\0,{\text{otherwise}}.\end{cases}}} Отметим, что это не единственное возможное определение. Например, определение может быть следующем: {\displaystyle {\text{det}}_{R\tau }(S_{EA})={\begin{cases}1,{\text{if }}{{\text{cap}}_{R}^{\$}}_{\text{rel}}({\tilde {S}})\geq \tau ,\\0,{\text{otherwise}}.\end{cases}}} то есть
детекция успешна тогда, когда количество успешно извлечённых бит выше некоторого предела {\displaystyle \tau }(который равен или близок к 1).

#### Надёжность ЦВЗ
Мера надёжности {\displaystyle {\text{rob}}_{\text{rel}}} ЦВЗ — это число, заключённое в интервале {\displaystyle [0,1]}, где 0 наихудшее возможное значение и 1 наилучшее. Для измерения надёжности используются понятия числа ошибочных байтов и частоты ошибочных битов. Измеряется расстояние между строками извлечённого и внедрённого сообщений или процент совпадений для побитового сравнения. Если строки совпадают, то метод надёжен. ЦВЗ схема считается ненадёжной, если более чем {\displaystyle \nu } бит повреждены и прозрачность атак выше чем {\displaystyle \tau }. Например, для ЦВЗ, подверженный атакам {\displaystyle S_{EA}=A_{i,j}(S_{E})}, с сообщением может быть вычислена следующем образом:
{\displaystyle {\text{rob}}_{\text{rel}}^{byte}(S_{E})=1-\max _{A_{i,j}\in {\mathcal {A}}}\left\{T\left(S_{E},S_{EA}\right):{\text{det}}_{R}\left(S_{EA},[S,m]\right)=0\right\}}
Индекс {\displaystyle byte} указывает на то, что вычисляется количество ошибочных байт. Для ЦВЗ без сообщения нет извлекающей функции, поэтому методы вычисления ошибочных бит и байт не применимы.
Функция надёжности оценивает худший случай. При оценке надёжности любой системы, за меру надёжности принимают надёжность самого ненадёжного звена системы, в случае самой сильной атаки. В данном случае под худшей атакой понимается атака, при которой ЦВЗ удаляется без потери качества сигнала.

### Безопасность
Описывает устойчивость ЦВЗ по отношению к определённым атакам.

### Верификация
Определяет тип дополнительной информации необходимой функции обнаружения/извлечения для работы.
- Необходим исходный сигнал S.
- Необходимо внедряемое сообщение m и некоторая дополнительная информация, кроме исходного сигнала.
- Нет необходимости в дополнительной информации.

## Классификация
ЦВЗ называют надёжным по отношению к классу преобразований Т, если информации из помеченного сигнала можно доверять даже после воздействия на него ухудшения из Т. Типичные преобразования изображения: JPEG компрессия, поворот, обрезание, добавление шума и т. д. Для видео контента к этому списку добавляется  MPEG компрессия и временные преобразования. ЦВЗ называют незаметным, если исходный и помеченный сигналы по определённым критериям восприятия неотличимы. Обычно легко сделать надёжный или незаметный ЦВЗ. Но, как правило, тяжело сделать ЦВЗ незаметный и надёжный одновременно.
Технологии ЦВЗ могут быть классифицированы различными способами.

### Надёжность
ЦВЗ называется хрупким, если при малейшей модификации его уже нельзя обнаружить. Такие ЦВЗ обычно используют для проверки целостности. 
ЦВЗ называется полухрупким, если он выдерживает незначительные модификации сигнала, но вредоносные преобразования не выдерживает. Полухрупкие ЦВЗ используются обычно для обнаружения атаки на сигнал.
ЦВЗ называется надёжным, если он противостоит всем известным видам атак. Такие ЦВЗ обычно используются в системах защиты от копирования и идентификации.

### Объём
Длина внедряемого сообщения {\displaystyle |m|} определяет две различные схемы ЦВЗ: 
- {\displaystyle |m|=0}: Сообщение {\displaystyle m} концептуально нулевое. Задача системы лишь зафиксировать присутствие водяного знака {\displaystyle w} в помеченном объекте {\displaystyle S_{E}}. Иногда, такой тип ЦВЗ называют 1-битным водяным знаком, так как 1 отвечает за присутствие знака, а 0 за отсутствие.
- {\displaystyle |m|=n>0}: Сообщение {\displaystyle m} в виде n-битного числа ({\displaystyle m=m_{1}\ldots m_{n},\;n\in \mathbb {N} }, with {\displaystyle n=|m|}) или {\displaystyle M=\{0,1\}^{n}} зашито в {\displaystyle w}. Это обычная схема ЦВЗ с ненулевым сообщением.

### Метод нанесения ЦВЗ
Методы нанесения ЦВЗ делятся на пространственные и частотные. К пространственным методам относится метод LSB. К частотным - методом расширения спектра. Помеченный сигнал получается аддитивной модификацией. Такие ЦВЗ отличаются средней надёжностью, но очень маленьким информационной ёмкостью. Метод амплитудной модуляции, схожий с методом расширения спектра, также применяется для внедрения. Метод квантования не очень надёжен, но позволяет внедрить большой объём информации.